# Мур, Тед
Тед Мур (англ. Ted Moore; 7 августа 1914 — 1987) — кинооператор. Лауреат премии «Оскар» за лучшую операторскую работу в фильме «Человек на все времена».

## Биография
Родился 7 августа 1914 года в Западно-Капской провинции ЮАР. Карьеру в кино начинал в качестве помощника оператора, дебютировав в качестве основного кинооператора в 1955 году на съёмках фильма «Золотой приз». Наиболее известными операторскими работами Теда Мура являются семь фильмов про Джеймса Бонда. За фильм «Из России с любовью» он получил премию BAFTA за лучшую операторскую работу и стал лауреатом премии Британского общества кинооператоров.
За операторскую работу в фильме «Человек на все времена» Тед Мур получил премии «Оскар» и BAFTA.
Умер в 1987 году в графстве Суррей, Англия.

## Избранная фильмография
- 1955 — Золотой приз / A Prize of Gold (реж. Марк Робсон)
- 1962 — Доктор Ноу / Dr. No (реж. Теренс Янг)
- 1962 — День триффидов / The Day of the Triffids (реж. Стив Секели)
- 1963 — Из России с любовью / From Russia with Love (реж. Теренс Янг)
- 1964 — Голдфингер / Goldfinger (реж. Гай Хэмилтон)
- 1965 — Шаровая молния / Thunderball (реж. Теренс Янг)
- 1966 — Человек на все времена / A Man for All Seasons (реж. Фред Циннеман)
- 1968 — Шалако / Shalako (реж. Эдвард Дмитрык)
- 1969 — Расцвет мисс Джин Броди / The Prime of Miss Jean Brodie (реж. Рональд Ним)
- 1971 — Бриллианты навсегда / Diamonds Are Forever (реж. Гай Хэмилтон)
- 1973 — Живи и дай умереть / Live and Let Die (реж. Гай Хэмилтон)
- 1973 — Золотое путешествие Синдбада / The Golden Voyage of Sinbad (реж. Гордон Хесслер)
- 1974 — Человек с золотым пистолетом / The Man with the Golden Gun (реж. Гай Хэмилтон)
- 1977 — Синдбад и глаз тигра / Sindbad And The Eye Of The Tiger (реж. Сэм Уонамейкер)
- 1977 — Смерть среди айсбергов / Orca (реж. Майкл Андерсон)
- 1978 — Доминик / Dominique (реж. Майкл Андерсон)
- 1980 — Марсианские хроники / The Martian Chronicles (реж. Майкл Андерсон)
- 1981 — Битва титанов / Clash of the Titans (реж. Десмонд Дэвис)